# 冰岛交通

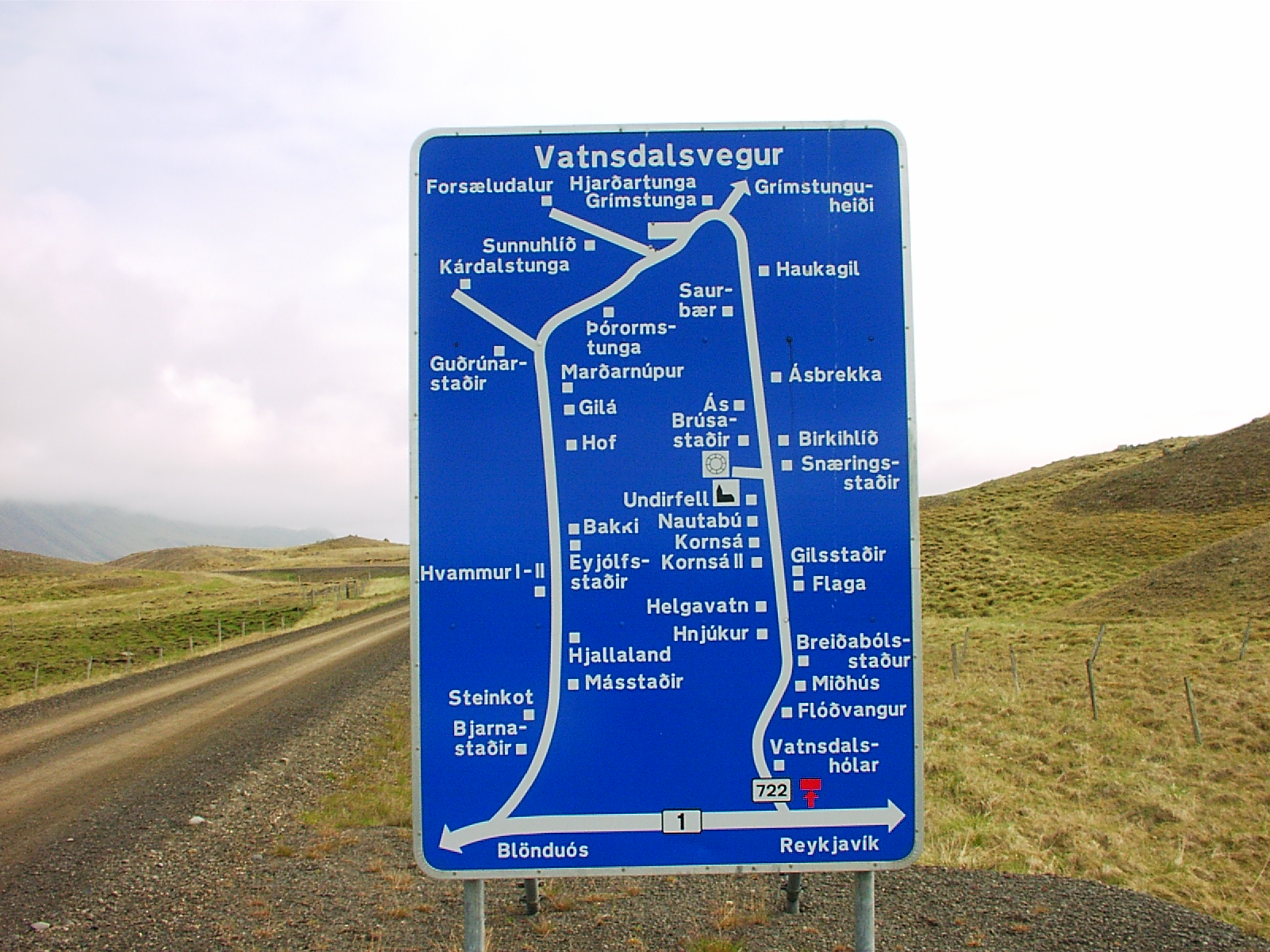
冰岛的一块路标，显示了前往许多村庄和农场的路径。

冰岛人均拥有汽车量很高，每1个居民有一辆车，它是主要的运输方式。由于冰岛地形崎岖、人口稀少，个人的主要交通方式是乘坐小汽车。冰岛有公交服务却没有公共铁路运输服务。来往于两个主要城镇之间可能要搭乘国内航班。进出冰岛只能通过海路或航空。冰岛的大部分交通基础设施集中靠近大雷克雅未克区，因为冰岛国内三分之二的人都住在那里。

## 铁路
虽然一直有议员提出在凯夫拉维克和雷克雅未克之间建造一条客运专线以及在雷克雅未克建设轻便铁路系统，但冰岛仍然没有公共铁路。 从前的一些机车牵引的手动操作的铁路已经被关闭和拆除，但它们存在过的证据依然被作为静态展品放在各博物馆。

## 公路

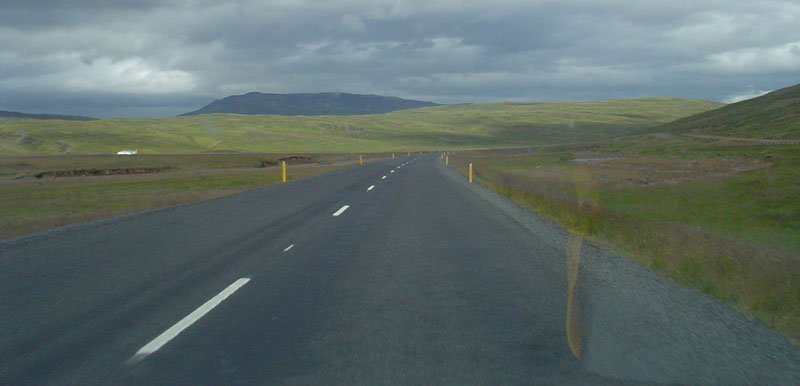
冰岛的一条公路

冰岛有12869公里（7996英里）的公共管理的道路，其中已铺设完成的有5040公里（3130英里）。有组织的道路建设始于1900年左右，并自1980年以来，已快速发展。 vegagerðin（冰岛道路管理处）是冰岛道路的合法拥有者和建设者，并监督和维护它们。

## 空运

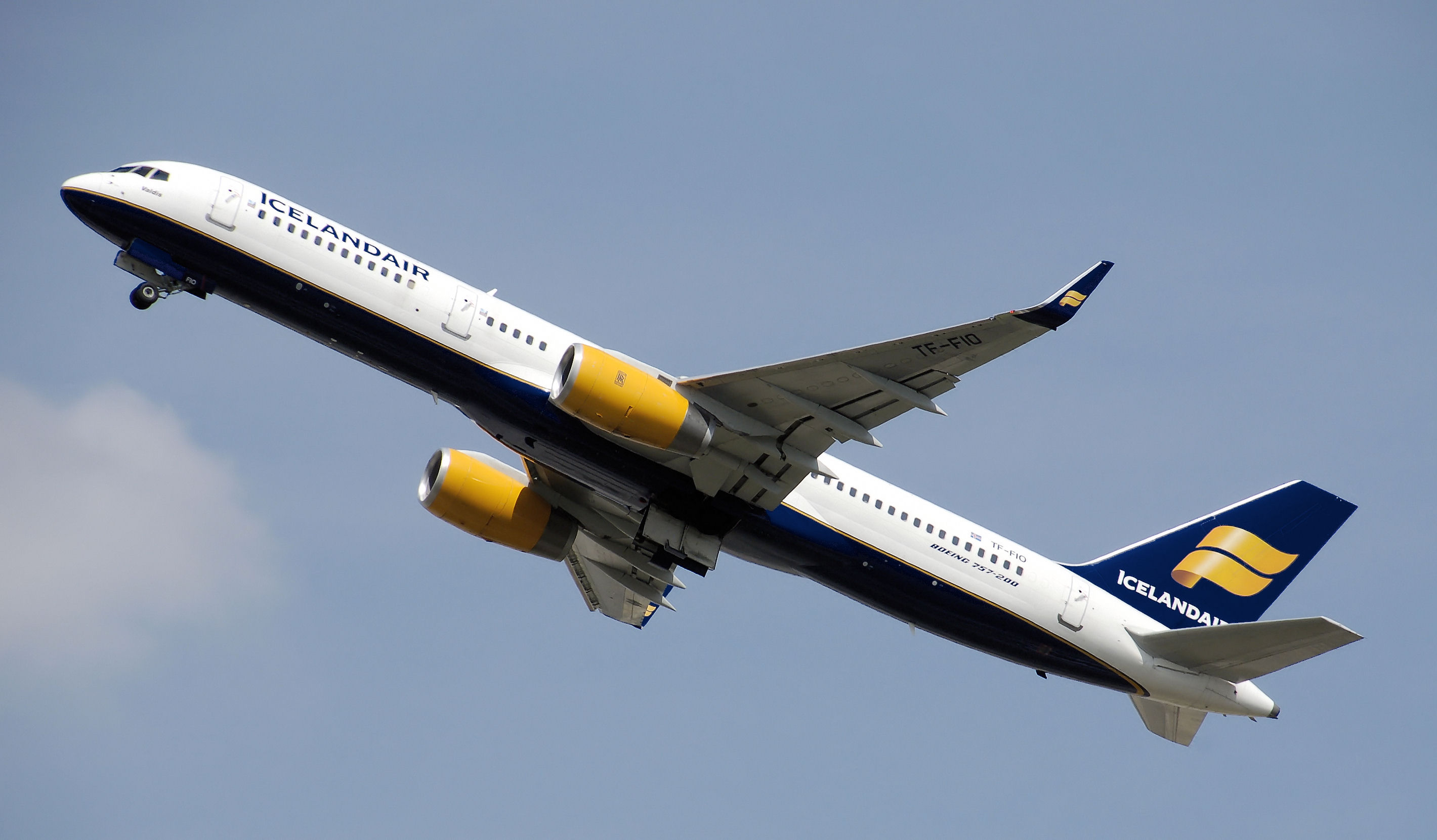
冰岛航空的一架波音757-200客机

截至2010年，冰岛已有99个机场跑道。
| 长度            | 已竣工 | 未竣工 | 总计 |
| --------------- | ------ | ------ | ---- |
| 长于 3047 米    | 1      | 0      | 1    |
| 1524 至 2437 米 | 3      | 3      | 7    |
| 914 至 1523 米  | 2      | 27     | 26   |
| 短于 914 米     | 0      | 63     | 52   |
| 总计            | 6      | 93     | 99   |

凱夫拉維克國際機場
Mývatn Airport（页面存档备份，存于）